# Stâlpul lui Vodă
Stâlpul lui Vodă (cunoscut în zonă și sub denumirea de Crucea Tătarilor sau Piatra Tătarilor) este o coloană de piatră aflată în satul Vama din județul Suceava. Coloana a fost ridicată în anul 1717 din porunca domnitorului moldovean Mihai Racoviță (1703-1705, 1707-1709 și 1716-1726) în urma campaniei sale victorioase din Transilvania asupra armatei austriece. Monumentul se află în partea de sud-vest a satului, lângă șosea, în curtea școlii din localitate. 
Stâlpul lui Vodă a fost inclus în Lista monumentelor istorice din județul Suceava elaborată în anul 2004 de către Institutul Național al Monumentelor Istorice și fiindu-i atribuit codul  SV-IV-m-B-05716.

## Istoric

### Vechimea localității
Așezat între cele două râuri, Moldova și Moldovița, satul Vama se află la o distanță de 16 km de orașul Câmpulung Moldovenesc. Aflat la intrarea în Carpații Orientali și străjuit de Obcina Feredeului, acest sat a îndeplinit rolul de localitate de vamă între Principatul Moldovei și Principatul Transilvaniei. Aici erau vămuite mărfurile care veneau dinspre Ardeal sau plecau într-acolo. 
În vatra veche a satului s-au descoperit două monede romane, ceea ce atestă faptul că zona era locuită în primele secole ale mileniului I și că localnicii făceau schimburi comerciale probabil cu daco-romanii din provincia Dacia sau cu garnizoanele romane din sud.  Astfel, se poate afirma că localitatea este mai veche decât prima sa atestare documentară.
Inițial, localitatea se numea Vama Moldoviței și apare într-un privilegiu comercial din 6 octombrie 1408 în care se stabilește ca  toți negustorii care vor duce mărfuri din Țara Ungurească în Moldova să plătească taxe vamale de „câte un groș și jumătate din grivnă” de povară - la dus și „câte doi groși” de povară la întoarcerea din Ardeal.  Domnitorul Alexandru cel Bun (1400-1432), printr-un document din 18 noiembrie 1409, a scos satul Vama din Ocolul Câmpulung și l-a dat Mănăstirii Moldovița, împreună cu veniturile vămii  („satul Meto care acum se cheamă Vama, care să-i fie uric cu toate veniturile din veac în veac”). 
În Evul Mediu, acest drum a fost folosit de tătari în incursiunile lor de jefuire a satelor din Moldova și din Transilvania. În toponimia locală există și astăzi „Drumul Tătarilor”, care avea o ramificație ce trecea prin Vama. Folcloristul Simion Florea Marian a publicat în 1879 o legendă locală intitulată „Românca și tătarii”, pe care a auzit-o de la mai mulți români din satul Vama, în care se povestește despre salvarea satului și a locuitorilor de către o vămeancă, care și-a abandonat în pădure copilul care plângea și i-a anunțat pe locuitorii satului de venirea tătarilor, pentru ca aceștia să ia măsuri de apărare. 

### Înălțarea monumentului
În timpul războiului turco-austriac, izbucnit în 1716, armatele austriece ale împăratului Carol al VI-lea de Habsburg (1711-1740) trecuseră în țările române, dorind să le scoată de sub stăpânirea otomană. La data de 25 noiembrie 1716, trupele austriece ocupaseră Bucureștiul și, cu ajutorul localnicilor, l-au dus ca prizonier la Sibiu chiar pe domnitorul Nicolae Mavrocordat (1716 și 1719-1730).
O soartă asemănătoare se pregătea și pentru domnitorul Moldovei, Mihai Racoviță. Austriecii și cătanele ungurești au pătruns în Moldova pe la Cașin, instalându-se în mănăstirile fortificate din Moldova și în Cetatea Neamțului. Trupele austriece și ungurești, împreună cu trupe moldovenești aliate, au jefuit târgurile aflate în calea lor.
În ziua de 10 ianuarie 1717, 100 de soldați austrieci conduși de căpitanul belgian François (Ferentz) Ernau au intrat în Iași, însoțiți de câteva sute de moldoveni trădători cu scopul de a-l captura pe domnitor. La apropierea austriecilor, domnitorul Mihai Racoviță, împreună cu oastea sa, s-a retras la Mănăstirea Cetățuia din Iași.
Trupele austriece au asediat Mănăstirea Cetățuia, dar în ajutorul moldovenilor au venit 2.000 de călăreți tătari care se stabiliseră cu câteva zile mai înainte pe valea Mănăstirii Aroneanu. Atacați de tătari și de moldoveni, austriecii au fost înfrânți. Puținii soldați scăpați cu viață au fost spânzurați, iar căpitanul austriecilor a fost decapitat în fața Porții de la Curtea Domnească. 
Trupurile celor uciși (în număr de 500-600) printre care se afla și cel al lui Ferentz au fost în preajma Cetățuiei și s-a făcut o movilă mare care a fost acoperită cu pământ, peste ea fiind așezată o cruce (denumită azi Crucea lui Ferentz) înconjurată de un foișor (cerdac) de piatră. Pe cruce se află o inscripție în slavonă, care istorisește această întâmplare. 
După înfrângerea lui Ferentz Ernau, domnitorul Mihai Racoviță, tot împreună cu tătarii, i-a urmărit pe austrieci și a trecut în Transilvania, unde trebuia să sprijine, din ordinul sultanului, răscoala lui Francisc Rákóczi al II-lea. După ce a asediat trupele austriece la Bistrița, oastea moldovenească s-a retras din Transilvania.
Întors biruitor în Moldova, domnitorul Mihai Racoviță a poruncit construirea unui monument în comuna Vama, care să fie mărturie a campaniei sale victorioase împotriva austriecilor. Monumentul are forma unei coloane monolitice pătrate din gresie poroasă, cu o înălțime de 3 metri. Deasupra coloanei se află o pălărie piramidală de piatră, pentru a evita scurgerea apei de ploaie pe fațadele monumentului. 
Într-un articol publicat în 1893, arhitectul austriac Karl Romstorfer menționează o legendă locală potrivit căreia „Mihai Vodă Racoviță ar fi adus acest stâlp din localitatea Rus pe Boul de pe valea Moldoviței, trăgându-l la vale cu zimbrii”.  Legenda este contrazisă de inscripția care menționează localitatea Vama.
Pe pereții monumentului sunt gravate în vechea limbă românească, cu litere chirilice, faptele campaniilor sale victorioase. Inscripția de pe monument a fost copiată în anul 1802 de Fotache Ciurea.  Actualmente, vechea inscripție este parțial deteriorată, putând fi cu greu descifrată.

### Inscripția
Inscripția de pe monument are următorul text: "Din mila lui Dumnezeu, Io Mihai Racoviță Voevod, Domn și oblăduitor a toată Moldavia, la Văleat 7224 (= 1716) al treilea rând al Domniei Mele, ridicat-a puternica Împărăție turcească oaste asupra Nemților, și la aceastea mestecături multă pradă s-au făcut bietei țări a Moldovii despre partea Nemților, poftindu-i și chemându-i osamă de boieri a Moldovii și din cei mai de jos, depururi cum sânt Moldovenii, încât nu au rămas mănăstire sau biserică neprădată. Și au venit Frenț – căpitanul cu o samă de Nemți și Moldoveni, Munteni, Unguri, Sârbi, cătăva adunătură. Ci așa făr de veste ne-au lovit la Scaunul nostru în Ieși, cu gândul ca să ne iea, precum au luat pe vodă căpitan[ul], pe Necolai Mavrocordat, Domnul muntenesc, din Scaunul țării din București și l-au dus la Sibiiu. Iar noi, cu agiutoriul lui Dumnezeu, i-am biruit și i-am risipit, dar și movilă am făcut pe trupurile lor și minunată cruce și cerdac de piatră lângă movilă am făcut, lângă drumul mare din josul Cetățuii, unde a fost și războiul <...> acestu stâlpu, și am mers pe muntele care se cheamă Mestecănișul și pe muntele Suhardul. Pogorădu-ne pen codri și pe ape, am vinit în Țara Ungurească, într-un sat anume Rodna. Și de acolo, împreună cu Măria Sa Sultanul și cu mulțime de Tătari, prădăndu și arzăndu păn la cetatea Bistriței am încungiurat-o de toate părțile. Și s-au dat, numai cetatea singură a rămas. Apoi s-au slobozit tătarii în pradă, trecând de Muncaci, la Ungurime den afară. Și s-au întorsu prin Maramorăși, au prădat, care pradă și jaf s-a pomeni la Unguri. Și apoi ne-am întors la <...> Iordachi Cantacuzino Vel Comis ispravnic; și această pradă și robie ce făcu în pământul Țării-Moldovii și a Țării Ungurești s-au făcut din pricina ghinărarilor [generalilor] de Ardeal și anume Ștefan Stinvil (Stainville), ginărarul den Sibiiu, și baronul de Tighe (Tiege), ginărarul den Brașov, și Santomo (Saint-Amour), ghinărarul de Bistriță. Cari pentru acestea să deie samă înaintea lui Dumnezeu, la înfricoșatul giudeț <…>, pentru spurcata lăcomia lor, trimițând asupra țării pentru dobănda lor <...> cu atăta robie <...> în Vama v.r.c.u”. 

### Restaurarea monumentului
Ca urmare a degradării sale, monumentul a fost restaurat în anul 1848 deoarece începuse să se clatine. A fost îndreptat, i s-a consolidat fundația și i s-a adăugat un cerdac protector din piatră în jurul său. Cerdacul de piatră avea o înălțime de 1,5 m și o lățime de 0,5 m. Toate cheltuielile au fost suportate de boierul Panaite Moldovan, socrul lui Nițucă Cocinschi, fostul primar din Câmpulung Moldovenesc. 
O altă restaurare a fundației s-a efectuat în anul 1887 de către locuitorii din Vama, în urma stăruinței și îngrijirii lui Vasile Ionașcu, notar comunal din Vama. Monumentul a fost îngrădit cu un gard din lemn, iar în jurul său au fost plantați arbori. 
După Primul Război Mondial și Unirea Bucovinei cu România, când Vama a devenit parte a României, Stâlpul lui Vodă a fost înscris în lista monumentelor istorice, prin grija juristului Iorgu G. Toma (1871-1935), fiu al satului, care a ajuns secretar general al guvernului local de la Cernăuți și apoi deputat de Câmpulung.  În anul 1923, Comisia Monumentelor Istorice a alocat 25.000 lei pentru executarea unor lucrări de protejare a monumentului. Au fost montați pe zidul cerdacului 8 stâlpi din gresie de Doabra și un acoperiș, tot atunci fiind amplasată și prima inscripție destinată să arate trecătorilor că pășesc pe lângă un monument istoric. În anii 1879 și în 1923 s-au plantat arbori în jurul monumentului, aici fiind astăzi un parc. Iorgu G. Toma a realizat și o monografie a monumentului, intitulată "Monumentul „Stâlpul lui Vodă”, din Vamă" și apărută în 1923 la Cernăuți, cu 70 de pagini și câteva ilustrații.
În perioada interbelică, ca urmare a inițiativei lui Iorgu G. Toma, în apropierea acestui monument a fost construit un preventoriu pentru copiii care proveneau din familii cu bolnavi TBC. Monumentul s-a aflat o lungă perioadă în curtea preventoriului, care a funționat până în anul 2005.  Zona monumentului era locul unde se jucau frecvent copiii internați aici. Ulterior, au fost construite niște trepte până la monument, iar la intrarea în curtea unde se află monumentul s-a amplasat o poartă de lemn pe care s-a pus o placă cu descrierea obiectivului turistic.
În anul 2009, cu ocazia aniversării a 600 de ani de la atestarea documentară a comunei Vama, s-au făcut din nou lucrări de restaurare a monumentului și de reamenajare a spațiului din jurul acestuia. A fost înlocuit acoperișul din șindrilă cu un acoperiș alcătuit din materiale moderne (tip pluvitec), considerate de specialiști ca fiind improprii unui monument istoric.

## Descrierea monumentului
Monumentul are forma unei coloane monolitice pătrate din gresie poroasă, cu o înălțime de 3 metri. Deasupra coloanei se află o pălărie piramidală de piatră, pentru a evita scurgerea apei de ploaie pe fațadele monumentului.
În jurul stâlpului s-a construit în 1848 un cerdac protector din piatră cu o înălțime de 1,5 m și o grosime de 0,5 m. Pe zidul cerdacului au fost montați în 1923 opt stâlpi din gresie de Doabra și un acoperiș, tot atunci fiind amplasată și prima inscripție destinată să arate trecătorilor că pășesc pe lângă un monument istoric

## Imagini

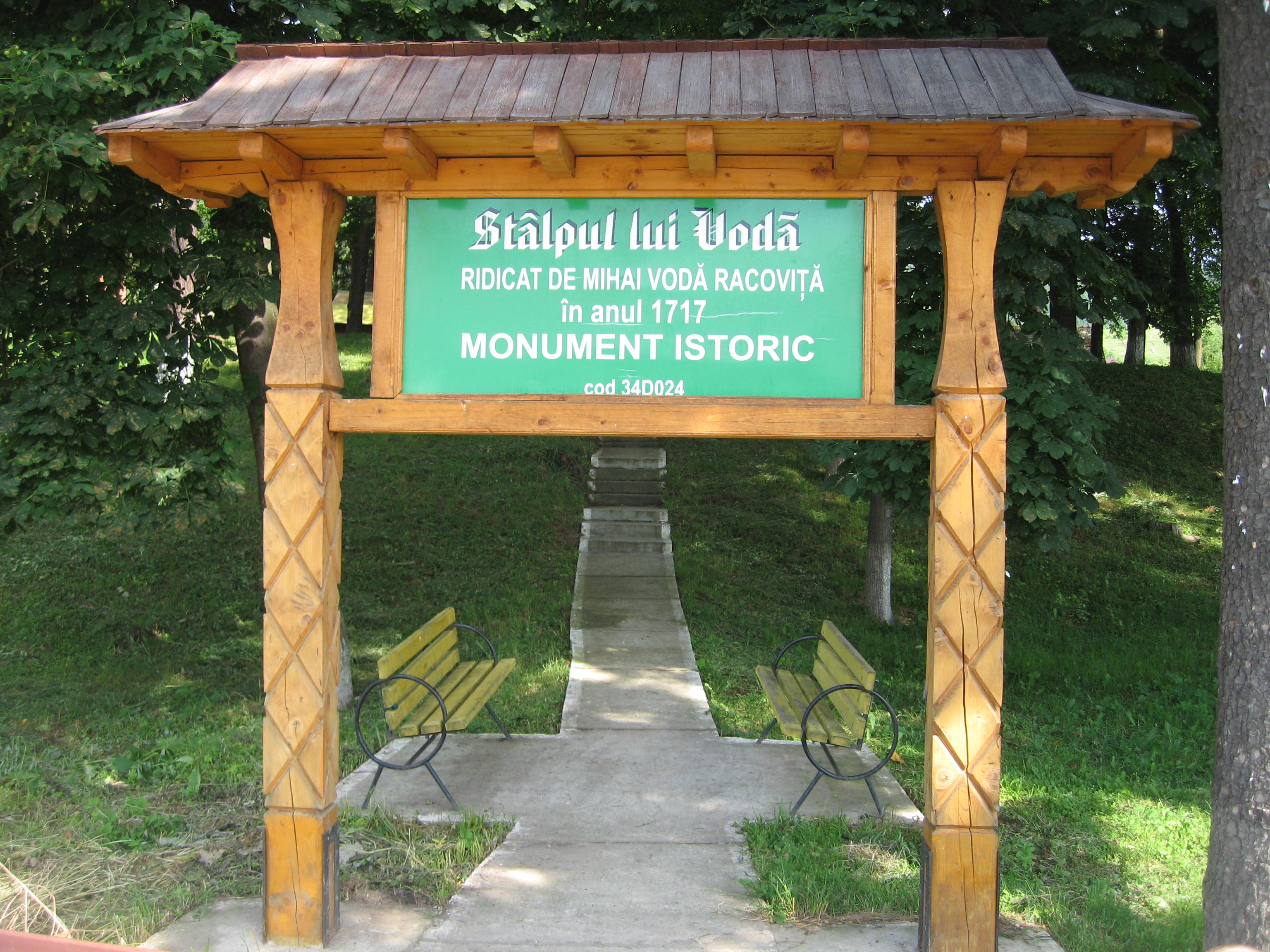
Stâlpul lui Vodă
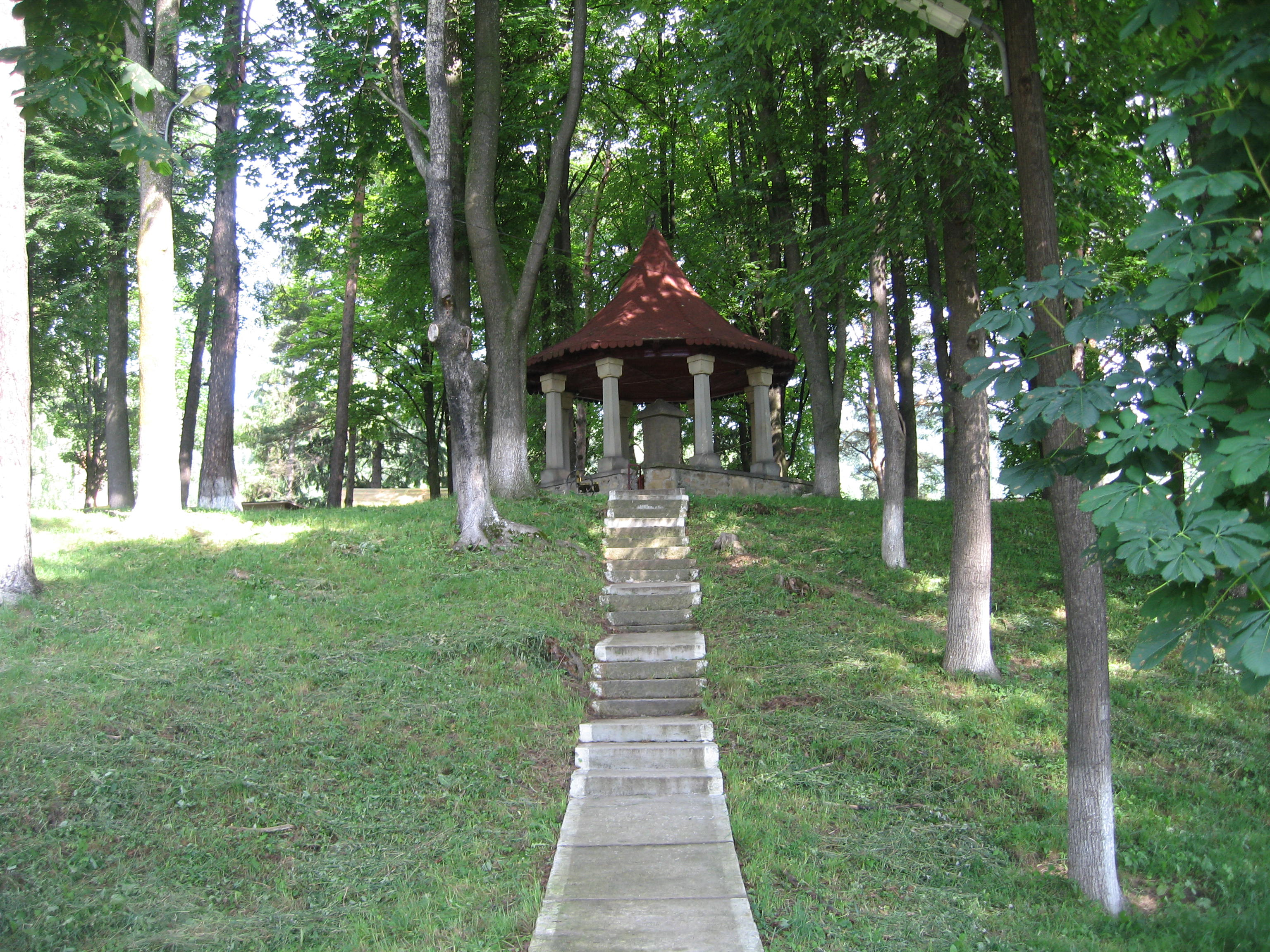
Stâlpul lui Vodă
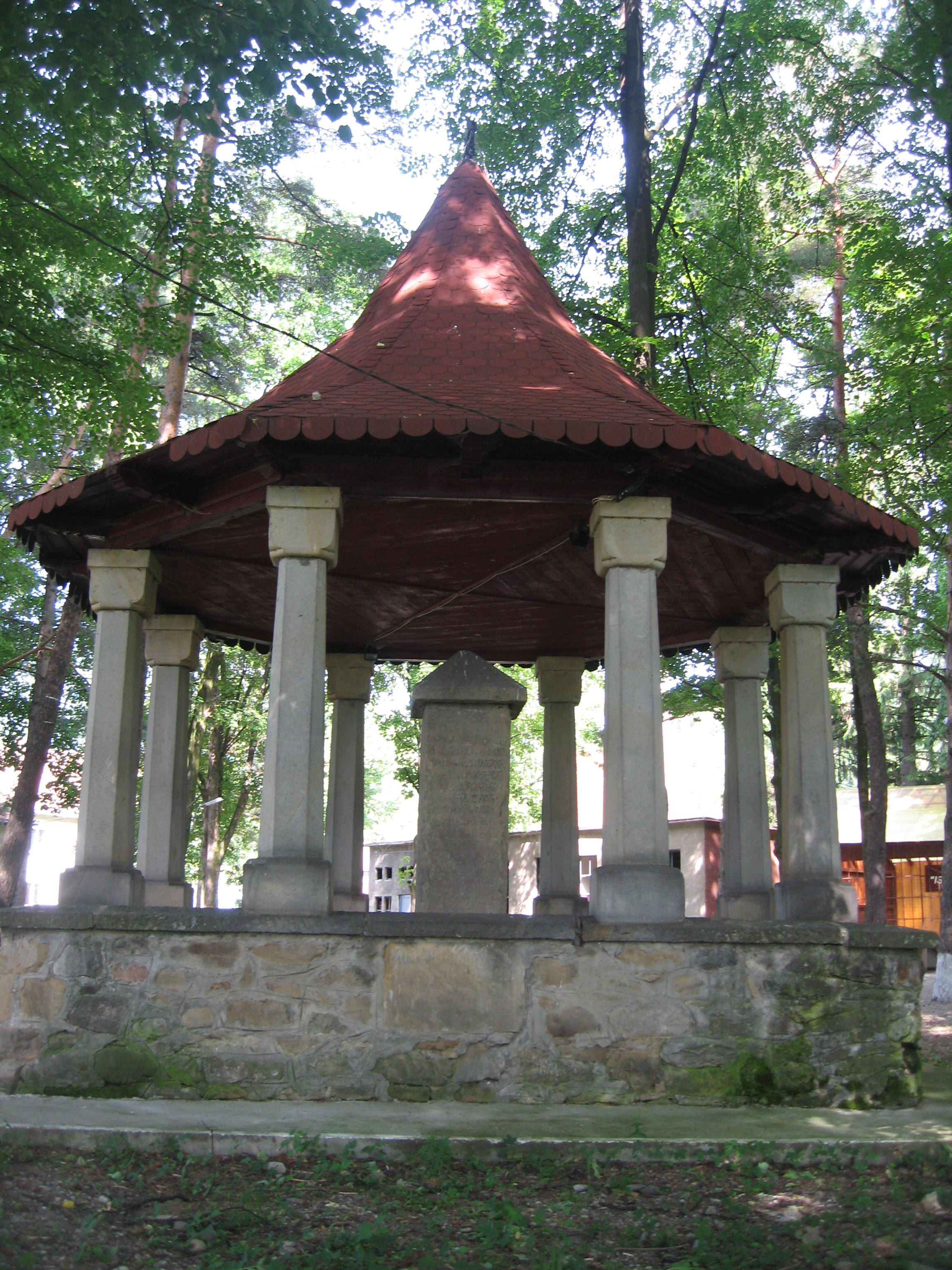
Stâlpul lui Vodă
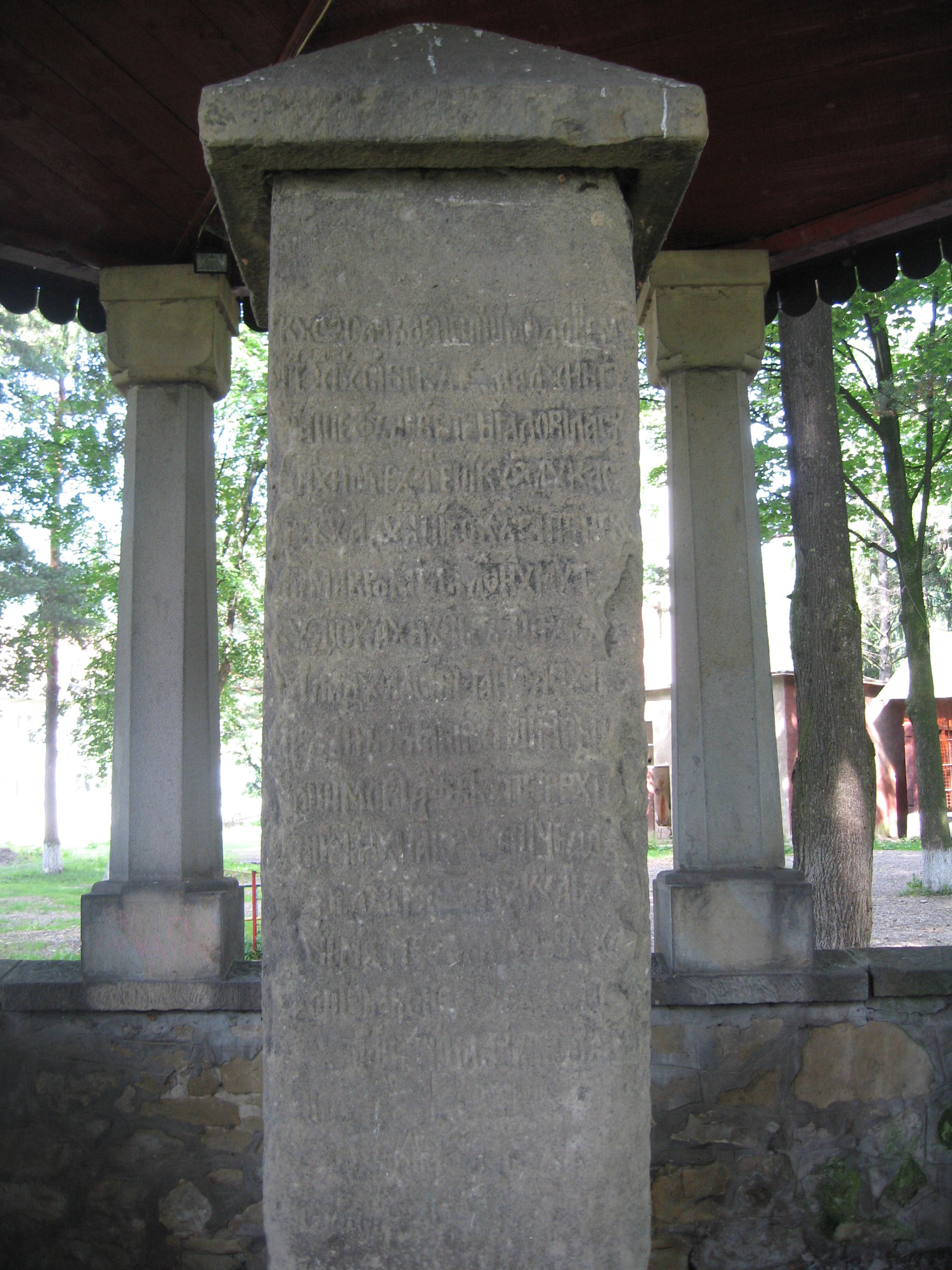
Stâlpul lui Vodă
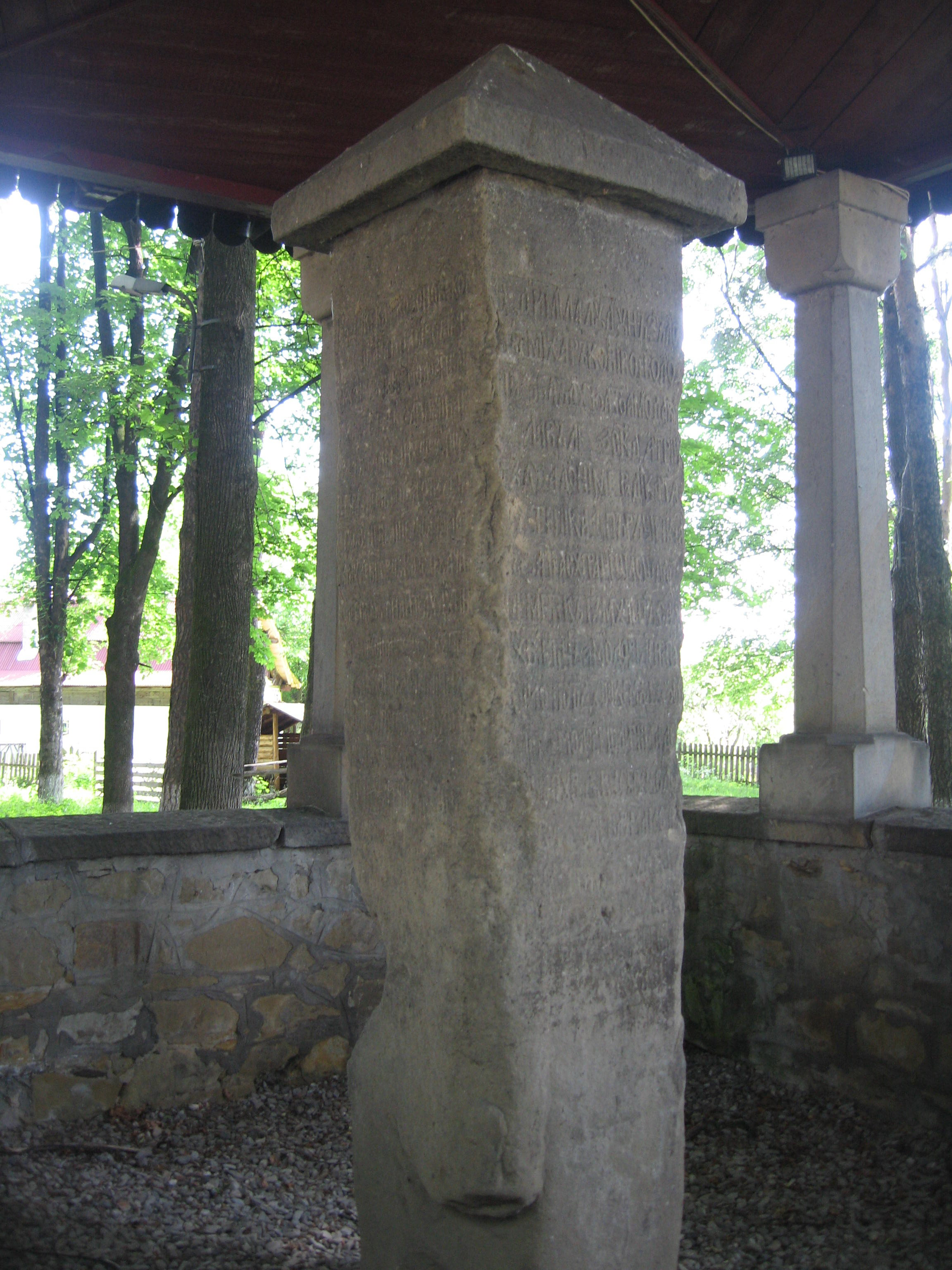
Stâlpul lui Vodă